# Elecciones municipales de Cuba de 1984
Las elecciones municipales de Cuba de 1984 se realizaron el 15 y 22 de abril de dicho año para elegir a los 10 963 miembros de las Asambleas Municipales del Poder Popular. Fueron las cuartas elecciones de carácter local desde 1976. En aquellos municipios en donde no hubo un triunfador por mayoría absoluta, se realizó una segunda vuelta el 22 de abril.
Estas han sido las elecciones cubanas con mayor participación hasta el momento, alcanzando el 98.7 por ciento.

## Participación
Los datos oficiales de participación ciudadana en estas elecciones y número de delegados a elegir por provincia se resume en la siguiente tabla:
| Provincia           | Participación | Delegados |
| ------------------- | ------------- | --------- |
| Pinar del Río       | 99.6%         | 930       |
| La Habana           | 99.1%         | 842       |
| Ciudad de La Habana | 97.9%         | 957       |
| Matanzas            | 99.4%         | 768       |
| Villa Clara         | 99.4%         | 910       |
| Cienfuegos          | 99.5%         | 425       |
| Sancti Spíritus     | 98.9%         | 609       |
| Ciego de Ávila      | 99.7%         | 531       |
| Camagüey            | 99.0%         | 705       |
| Las Tunas           | 99.4%         | 574       |
| Holguín             | 98.7%         | 1108      |
| Granma              | 99.0%         | 932       |
| Santiago de Cuba    | 97.3%         | 918       |
| Guantánamo          | 98.6%         | 657       |
| Isla de la Juventud | 98.5%         | 97        |
| Total               | 98.7%         | 10 963    |